# متیل سالیسیلات
متیل سالیسیلات (به انگلیسی: Methyl salicylate)
رده درمانی: داروهای ضد التهاب غیر استروئیدی . 
اشکال دارویی: پماد

## موارد مصرف
متیل سالیسیلات برای تسکین موضعی دردهای عضلانی یا مفاصل و از بین بردن التهاب موضعی بکارمی‌رود. 

## مکانیسم اثر
سالیسیلات‌ها اثر ضد درد موضعی خود را با متوقف کردن عامل تولید تکانه درد اعمال می‌نمایند. مانند سایر داروهای ضد التهاب غیر استروئیدی مهارکننده آنزیم سیکلواکسیژناز است.

## عوارض جانبی
به‌ندرت ممکن است واکنش‌های حساسیت پوستی دیده شود. در صورت استعمال بر نواحی گسترده از پوست، عوارض سالیسیلات‌ها مانند وزوز گوش، تهوع و استفراغ ممکن است بروز نماید.

## تولید
متیل سالیسیلات محصول طبیعی انواع زیادی از گیاهان از جمله گیاهان برگ سوزنی است. متیل سالیسیلات ممکن است اثر سمی داشته باشد مخصوصاً اگر خورده شود و از این خاصیت آن برای دفاع گیاهان استفاده می‌شود. متیل سالیسیلات تجاری به روش صنعتی بدست می‌آید. متیل سالیسیلات، متیل سیلیسیک‌اسید اسید است پس با ترکیب متانول و سالیسیک اسید قابل تولید است و یک مایع بی رنگ محلول در آب است .